# Logiciel de compression de données
Un logiciel de compression de données est un logiciel permettant de regrouper plusieurs fichiers en un seul tout en réduisant la place en mémoire nécessaire à leur sauvegarde (compression de données).
Son pendant est la décompression de données, qui permet de restituer l'ensemble des fichiers (contenu, noms de fichier, arborescence et droits d'accès à l'identique). La propriété permettant de récupérer les fichiers à l'identique est dite compression sans perte.
Ces logiciels sont utiles notamment pour transmettre un ensemble de fichiers d'un système à un autre, au travers d'un support physique (exemple disquette) ou au travers du réseau (exemple ftp).

## Exemple
- 7-Zip
- Ark
- File Roller
- PKZIP (PKWARE)
- SecureZIP (PKWARE)
- StuffIt
- WinZip
- Xarchiver
- WinRAR

Pour une liste plus complète, consultez la liste de logiciels de compression de données.